# Libějice
Libějice (německy Libejitz) jsou obec v okrese Tábor v Jihočeském kraji.
Žije v ní 122 obyvatel. Vesnice se nachází asi sedm kilometrů jižně od města Tábor.

## Historie
První písemná zmínka o obci pochází z roku 1379.

## Obyvatelstvo
| Rok            | 1869 | 1880 | 1890 | 1900 | 1910 | 1921 | 1930 | 1950 | 1961 | 1970 | 1980 | 1991 | 2001 | 2011 | 2021 |
| -------------- | ---- | ---- | ---- | ---- | ---- | ---- | ---- | ---- | ---- | ---- | ---- | ---- | ---- | ---- | ---- |
| Počet obyvatel | 164  | 171  | 173  | 183  | 154  | 149  | 160  | 127  | 126  | 120  | 110  | 104  | 109  | 108  | 118  |
| Počet domů     | 28   | 28   | 28   | 28   | 28   | 28   | 29   | 29   | 26   | 26   | 28   | 29   | 33   | 37   | 42   |

## Obecní správa
Mezi lety 1850–1960 Libějice byly obcí v okrese Tábor. V letech 1961–1990 patřily jako část obce k Radimovicím u Želče a od 24. listopadu 1990 jsou opět samostatnou obcí.
V letech 1850–1879 k obci patřily Lom, Radimovice u Želče a Větrovy.

### Obecní symboly
Znak a vlajka byly obci uděleny rozhodnutím předsedy Poslanecké sněmovny Parlamentu České republiky dne 14. prosince 2018.

## Pamětihodnosti
- Elektrická Železniční trať Tábor–Bechyně

## Galerie

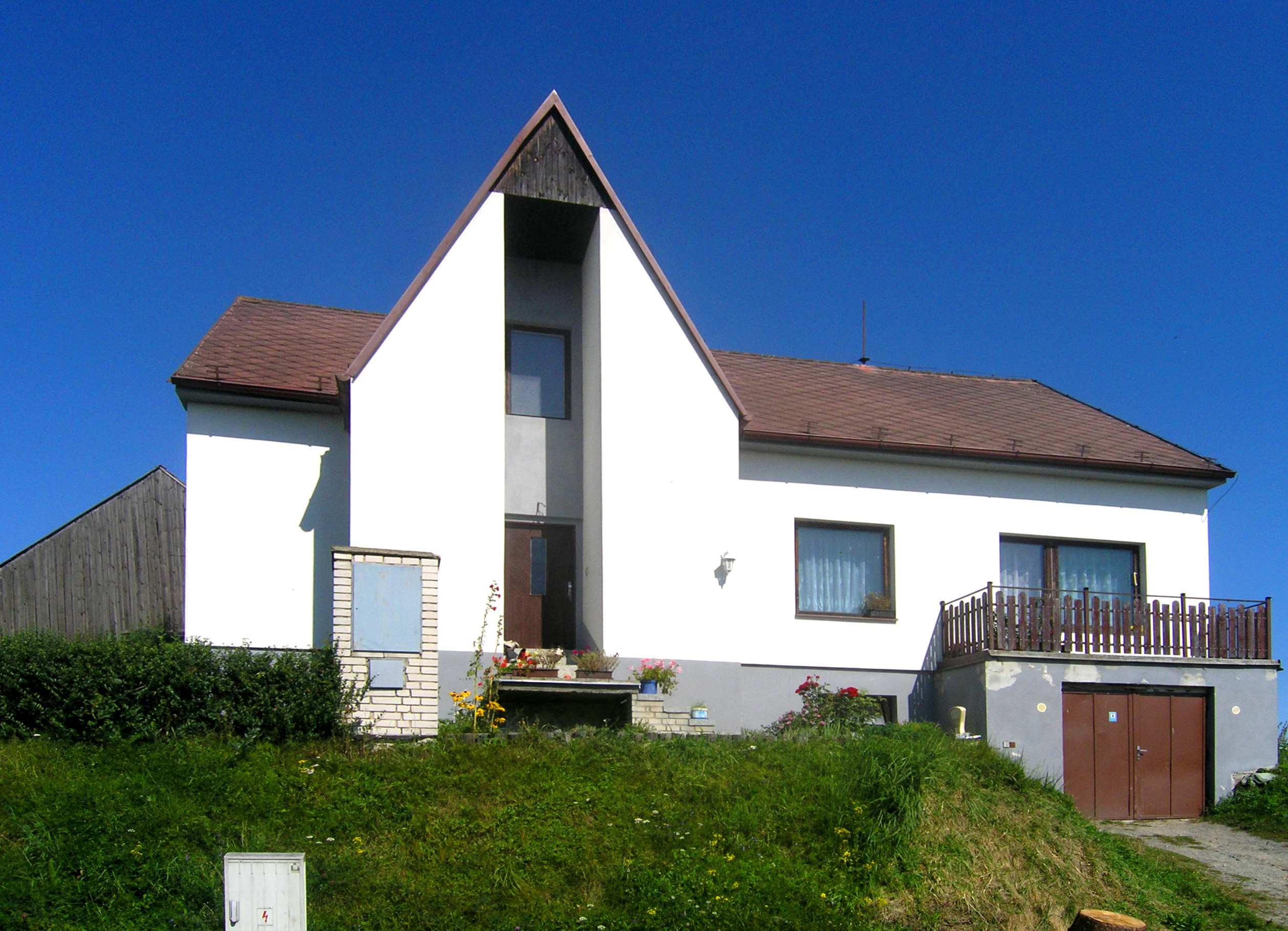
Dům čp. 33
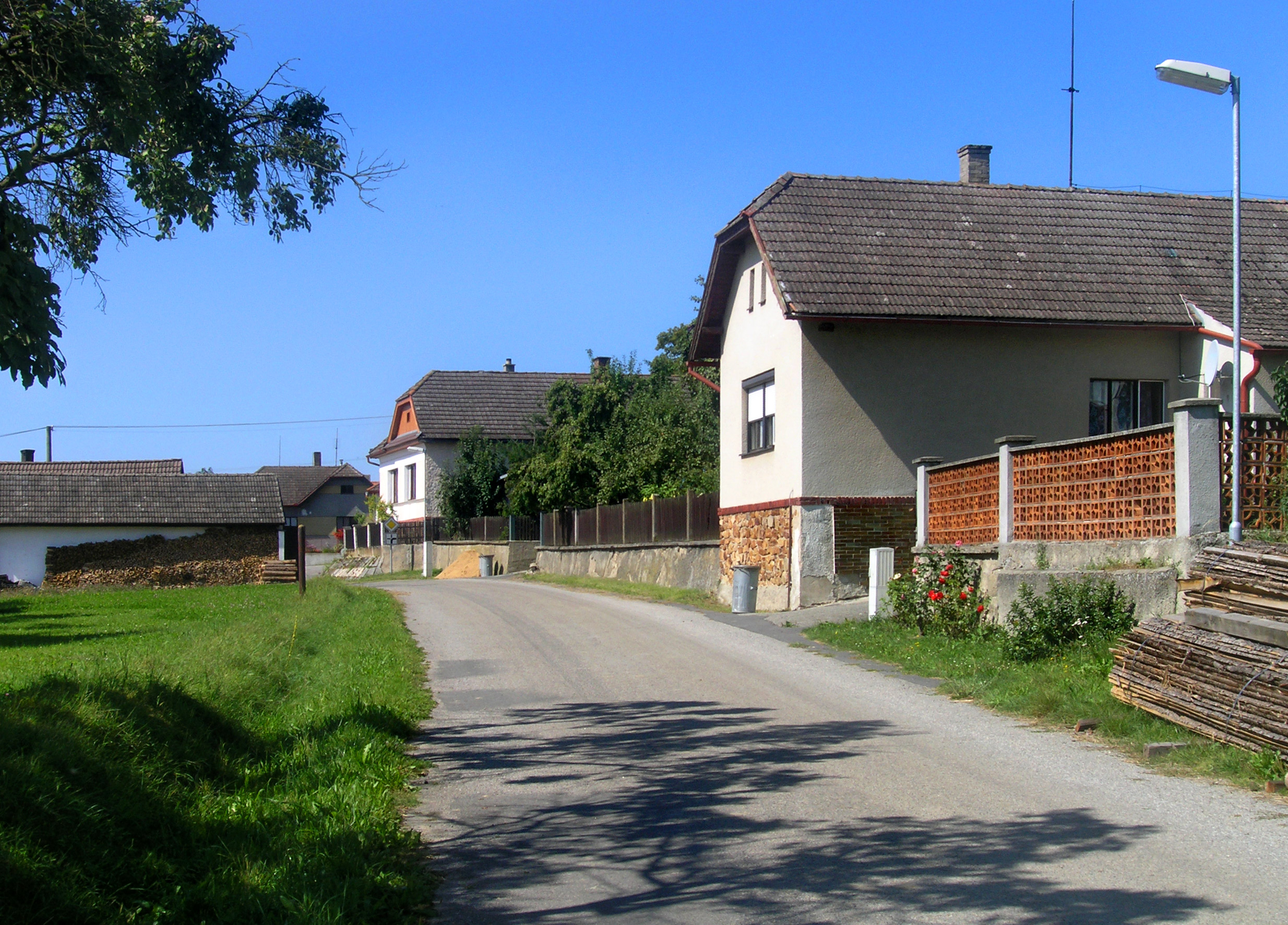
Východní část vesnice
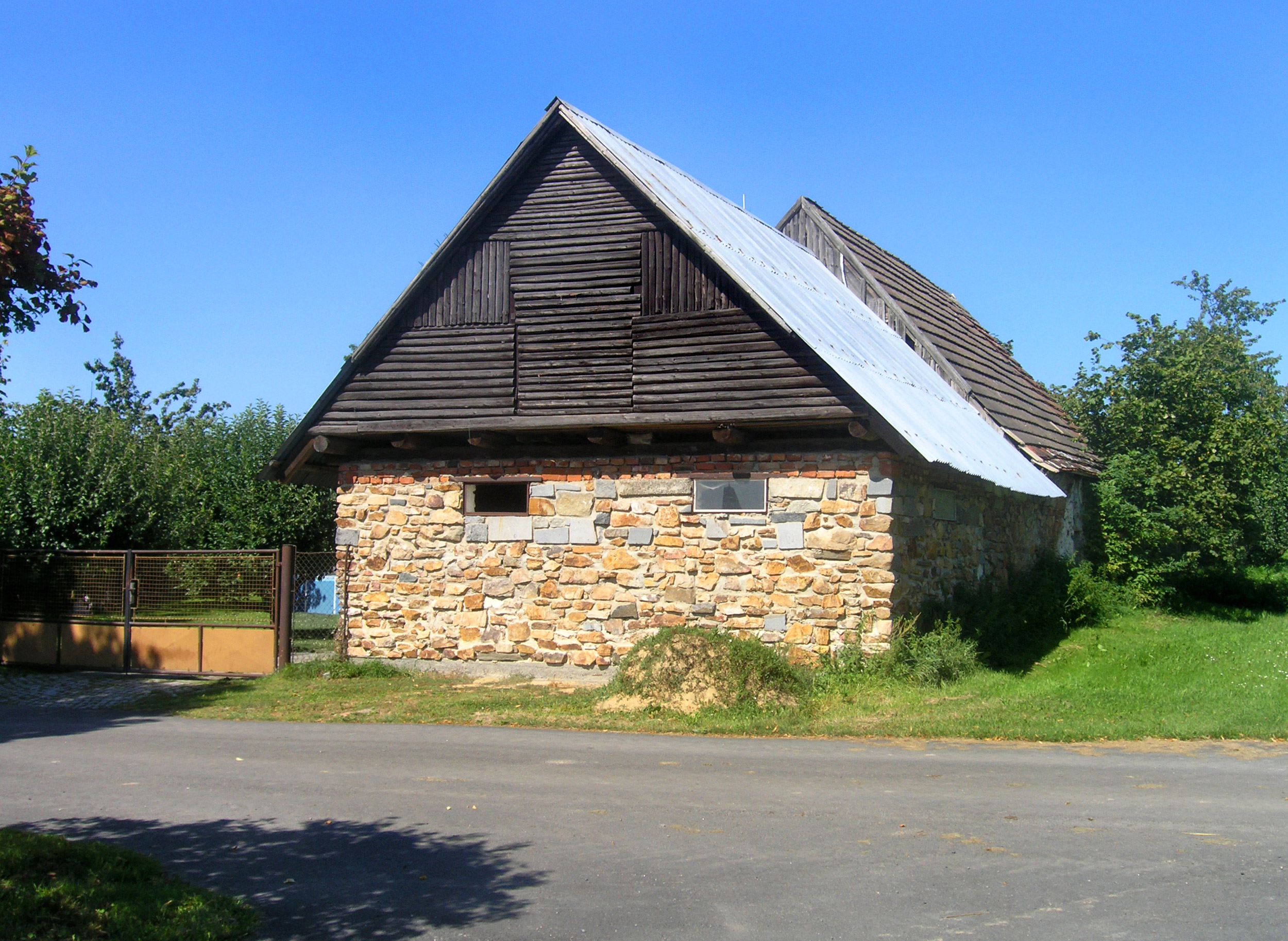
Bývalá stodola u domu čp. 10